# Isle of Arran
Isle of Arran eller Arran (skotsk gaeliska: Eilean Arainn [ˈelan ˈaɾɪɲ] lyssna (fil)) är den största ön i Firth of Clyde. Ön tillhör regionen North Ayrshire i Skottland och hade 2011 4 629 invånare. Arrans areal uppgår till 430 kvadratkilometer. De största byarna på ön är Lamlash, huvudorten i Brodick och Whiting Bay.  Hertigen av Hamilton har sitqt säte på Brodick Castle. Ruinen Lochranza Castle är en förebild till slottet i Hergés seriealbum Den svarta ön med Tintin.
Arran brukar liknas vid ett Skottland i miniatyr med både högland och lågland.
På ön finns Skottlands nyaste whiskydestilleri, Lochranza Distillery, beläget i Lochranza på öns nordsida och invigt 1995. Från Lochranza går öns ena färjeförbindelse till Claonaig på halvön Kintyre. Den andra går mellan Brodick och Ardrossan på Skottlands fastland.